# Poznowice
Poznowice (dodatkowa nazwa w j. niem. Posnowitz) – wieś w Polsce, położona w województwie opolskim, w powiecie strzeleckim, w gminie Izbicko.
W latach 1975–1998 miejscowość administracyjnie należała do ówczesnego województwa opolskiego.

## Nazwa
Nazwa miejscowości należy do grupy nazw patronomicznych i pochodzi od staropolskiego imienia założyciela miejscowości Poznana lub Poznomira (Poznomer – Pozen – Poznowice) pochodzącego z XIII wieku. Niemiecki językoznawca Heinrich Adamy w swoim dziele o nazwach miejscowości na Śląsku wydanym w 1888 roku we Wrocławiu wymienia jako najstarszą zanotowaną nazwę miejscowości Poznanicz podając jej znaczenie "Dorf des Posener" czyli po polsku "Wieś Poznaniaków". Adamy wywodzi nazwę miejscowości od mieszkańców - wsi zamieszkanej przez Poznaniaków. Alternatywną formę podstawową dla nazwy wioski może stanowić jeszcze starsza nazwa osobista Pozdet, której istnienie potwierdzono w 1204 roku.
W alfabetycznym spisie miejscowości na terenie Śląska wydanym w 1830 roku we Wrocławiu przez Johanna Knie miejscowość występuje pod polską nazwą Poznowic oraz zgermanizowaną Posnowitz

## Integralne części wsi
| SIMC    | Nazwa | Rodzaj     |
| ------- | ----- | ---------- |
| 0495562 | Sława | przysiółek |

## Historia
Trudno określić dokładną datę powstania wsi, jednak pierwsze potwierdzone informacje o jej istnieniu (de Poznowitz) pochodzą już z 1200 roku. Poznowice prawdopodobnie stanowiły dzielnicę lub też powstały na gruzach miasta Gorzow – Gorzowy. Jeszcze dziś mieszkańcy Poznowic potrafią wskazać miejsce, gdzie można zobaczyć resztki dawnego osiedla. Poznowice wraz z legendarnym miastem Gorzowy stanowiły wtedy odrębną parafię, drewniany kościółek zbudowano w Poznowicach w 1260 roku.
Tragiczne wydarzenia wojny trzydziestoletniej (1618-1648) nie ominęły Śląska. Podczas jednego z przemarszów wojsk Gorzowy zostały zniszczone, a ludność wysiedlona. Fakt ten spowodował skasowanie parafii i przyłączenie Poznowic do parafii Kamień Wielki. Informacja ta została zamieszczona w starej, drukowanej kronice Martina Ferdynanda Elsner von Gorzow z Kalinowitz. Według zapisków najstarszej zachowanej księgi przychodów z 1648 roku, w poznowickim kościele odprawiano msze jedynie raz na kwartał poza tym w święto patrona parafii i w święta tytularne.
Na początku XIX wieku we wsi było 860 mórg ziemi ornej, należącej do dworu, którą zarządzali hrabiowie von Strachwitz.
W skład Poznowic wchodziła także kolonia Sława, nazwana tak na cześć św. Bronisławy lub też jednej z hrabianek von Strachwitz o tym samym imieniu. Pierwotnie osadę stanowiło 7 gospodarstw, założonych w latach 1810 i 1811 na, należącym do dominium, gruncie leśnym.
Z „Topographisches Handbuch von Oberschlesien” Feliksa Triesta dowiedzieć się można, że w 1864 roku wioska wraz z kolonią była własnością hrabiów von Strachwitz z Kamienia Wielkiego. W starym filialnym kościele proboszcz z Kamienia Ślaskiego (Gross Stein) odprawiał msze co 2 tygodnie, zaś szkoła podstawowa znajdowała się w Siedlcu.

### Plebiscyt i powstanie
W 1910 roku 406 mieszkańców mówiło w języku polskim, natomiast 9 osób posługiwało się językiem niemieckim. Podczas plebiscytu w 1921 roku we wsi uprawnionych do głosowania było 291 mieszkańców (w tym 47 emigrantów). Za Polską głosowało 182 ososoby, a za Niemcami 107 osób. Działało tu gniazdo Towarzystwa Gimnastycznego „Sokół”. W czasie III powstania śląskiego Poznowice zostały zajęte 7 maja przez wojska powstańcze. 21-23 maja trwały zacięte walki o miejscowość, która znalazła się na szlaku natarcia wojsk niemieckie w kierunku Góry św. Anny. Poznowice zostały ostatecznie utracone 31 maja, podczas kolejnej ofensywy wojsk niemieckich.
Na cmentarzu znajduje się mogiła powstańcza, poświęcona braciom Błania.

### Zabytki
Do wojewódzkiego rejestru zabytków wpisane są:
- kościół par. pw. św. Michała Archanioła, z ok. 1800 r.
- mogiła rodziny Błania, powstańców śląskich, na cmentarzu przykościelnym, z 1921 r.
- kaplica cmentarna, z poł. XIX w.